# Olajzöldhasú nektármadár

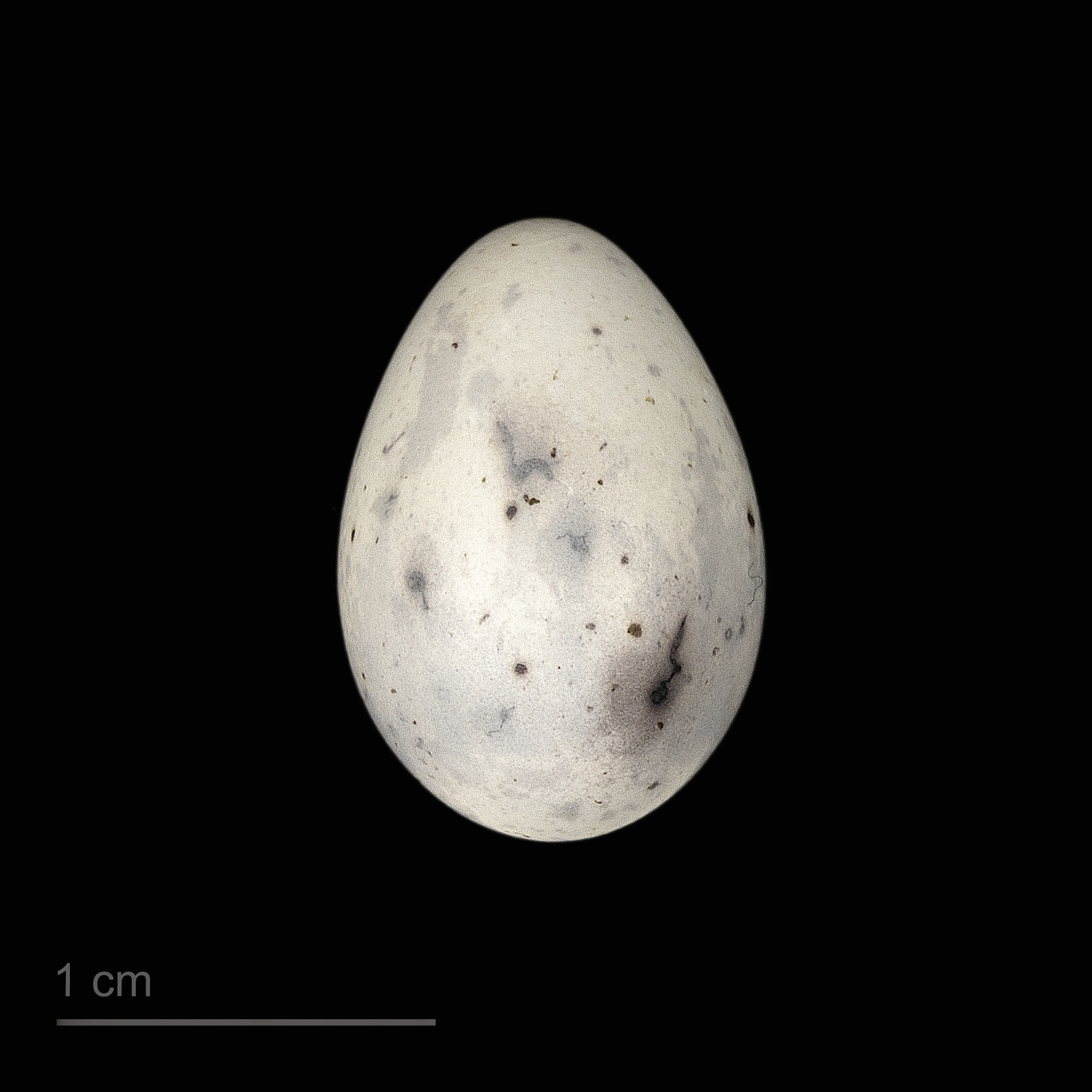
Cinnyris chloropygius

Az olajzöldhasú nektármadár (Cinnyris chloropygius) a madarak osztályának a verébalakúak (Passeriformes) rendjébe, ezen belül a nektármadárfélék (Nectariniidae) családjába tartozó faj.

## Rendszerezése
A fajt William Jardine báró, skót természettudós írta le 1842-ben, a Nectarinia nembe Nectarinia chloropygia néven. Egyes szervezetek a Chalcomitra nembe sorolják Chalcomitra chloropygius néven.

## Alfajai
- Cinnyris chloropygius chloropygius (Jardine, 1842)
- Cinnyris chloropygius kempi Ogilvie-Grant, 1910
- Cinnyris chloropygius orphogaster Reichenow, 1899[1]

## Előfordulása
Angola, Benin, Bissau-Guinea, Burundi, Csád, Dél-Szudán, Elefántcsontpart, Egyenlítői-Guinea, Etiópia, Gabon, Gambia, Ghána, Guinea, Kamerun, Kenya, a Kongói Köztársaság, a Kongói Demokratikus Köztársaság, a Közép-afrikai Köztársaság, Libéria, Mali, Nigéria, Ruanda, Szenegál, Sierra Leone, Szudán, Tanzánia, Togo és Uganda területén honos.
Természetes élőhelyei a  szubtrópusi és trópusi síkvidéki esőerdők, mangroveerdők, szavannák és cserjések, valamint ültetvények, szántók, vidéki kertek és városi régiók. Állandó, nem vonuló faj.

## Megjelenése
Testhossza 11 centiméter.

## Természetvédelmi helyzete
Az elterjedési területe rendkívül nagy, egyedszáma pedig stabil. A Természetvédelmi Világszövetség Vörös listáján nem fenyegetett fajként szerepel.